# Begonia heteroclinis
Begonia heteroclinis là một loài thực vật có hoa trong họ Thu hải đường. Loài này được Miq. ex Koord. mô tả khoa học đầu tiên năm 1898.